# بوبي فورست
بوبي فورست (بالإنجليزية: Bobby Forrest)‏ هو لاعب كرة قدم بريطاني، ولد في 13 مايو 1931 في Rossington ‏ في المملكة المتحدة، وتوفي في 3 مايو 2005. لعب مع ليدز يونايتد.